# Spotify Wrapped
O Spotify Wrapped é uma campanha de marketing viral promovida pelo Spotify. Lançada anualmente desde 2016, entre os dias 30 de novembro e 6 de dezembro, a campanha permite que os usuários do Spotify visualizem uma retrospectiva de dados sobre sua atividade na plataforma ao longo do último ano e os convida a compartilhar essas informações nas redes sociais.
O Spotify Wrapped geralmente inclui os cinco artistas mais ouvidos pelo usuário, as músicas que ele mais reproduziu e seus gêneros musicais favoritos. Criadores de conteúdo na plataforma também têm acesso a uma versão do Spotify Wrapped, que apresenta o número de vezes que seus conteúdos foram reproduzidos naquele ano. Além dos dados personalizados, o Spotify Wrapped traz informações sobre a atividade geral na plataforma. Embora seja amplamente conhecido como um levantamento anual de dados, apenas as atividades realizadas entre 1º de janeiro e 15 de novembro são consideradas para cada ano.
O Spotify Wrapped é amplamente compartilhado nas redes sociais todos os anos, levando milhões de pessoas a promoverem o Spotify em suas contas pessoais. O lançamento costuma ser acompanhado por campanhas publicitárias em outdoors e na televisão, historicamente associadas a um aumento no ranking do Spotify nas lojas de aplicativos. A campanha de marketing foi tanto elogiada quanto criticada por fornecer ao Spotify uma forma eficaz de publicidade gratuita e tem sido discutida no contexto de questões mais amplas sobre o uso de dados pela empresa. Especialistas também analisaram os impactos do Spotify Wrapped na indústria musical e o compararam com iniciativas de outros serviços de streaming.

## Propósito
O Spotify Wrapped é uma campanha de marketing criada para promover o Spotify. Além de divulgar o serviço de streaming de música incentivando os usuários a compartilharem suas atividades nas redes sociais, a campanha evoluiu para um recurso exclusivo, diferenciado das ofertas de concorrentes como o Apple Music. Em 2019, o chefe de marketing do Spotify descreveu esse fenômeno como um "efeito FOMO" (medo de ficar de fora), que tem incentivado as pessoas a escolherem o Spotify em vez de outros aplicativos de música.

## Estrutura
O Spotify Wrapped permite que tanto os usuários quanto os criadores de conteúdo na plataforma visualizem uma compilação de dados sobre tendências gerais no serviço e sua atividade pessoal ao longo do último ano, convidando-os a compartilhar essas informações em redes sociais, como o Instagram. Estruturalmente, é composto por uma série de telas sequenciais apresentando informações, com a última incentivando o compartilhamento das páginas anteriores. Os usuários podem ver dados sobre suas músicas e artistas mais ouvidos, bem como seus gêneros musicais favoritos; os criadores, por sua vez, são convidados a compartilhar o número e a localização dos streams de seus conteúdos. Os dados são apresentados de forma visualmente atraente, com o objetivo de aumentar o engajamento e estimular os usuários a compartilharem a campanha, o que beneficia o Spotify.
Embora o Spotify Wrapped seja frequentemente considerado um levantamento anual de dados, a Billboard e a Newsweek relataram que apenas as atividades entre 1º de janeiro e 31 de outubro de cada ano são incluídas. Em 2021, um representante do Spotify explicou à Newsweek que o rastreamento das atividades termina em outubro, e não em dezembro, por motivos logísticos, como a necessidade de tempo para controle de qualidade e outros preparativos. No entanto, em outubro de 2023, o Spotify afirmou no Twitter que o Wrapped continuava contabilizando atividades após 31 de outubro. Há também relatos de usuários que criaram suas contas no Spotify depois dessa data e ainda assim receberam resumos do Wrapped com base no que ouviram até aquele momento.

## História
O Spotify Wrapped tradicionalmente inclui os cinco artistas mais ouvidos por um usuário e as músicas que ele escutou com mais frequência. Em 2018, o Spotify adicionou informações como os signos astrológicos dos artistas mais ouvidos e a música mais antiga que o usuário escutou. Em 2019, o Wrapped adotou um novo formato inspirado nos stories das redes sociais.
Em 2020, a campanha trouxe métricas relacionadas aos podcasts que os usuários ouviram, além de quizzes e três playlists personalizadas. Usuários Premium puderam conquistar três tipos diferentes de distintivos digitais com base em seus hábitos de escuta no último ano. Nesse mesmo ano, o Spotify lançou recursos nas redes sociais para complementar a campanha, como um desafio com hashtag no TikTok, filtros personalizados no Snapchat e Instagram, além de recrutar influenciadores digitais para promover o Wrapped.
Já em 2021, o Spotify Wrapped incorporou gírias da internet e referências a tópicos da cultura pop, como tokens não fungíveis (NFTs) e rotinas de cuidados com a pele, gerando piadas e memes que satirizaram a linguagem usada na campanha de marketing.

## Artistas mais ouvidos por ano

### No mundo
| Ano  | Artista mais ouvido | Música mais escutada                     | Ref    |
| ---- | ------------------- | ---------------------------------------- | ------ |
| 2016 | Drake               | One Dance (com WizKid e Kyla) - Drake    | [ 5 ]  |
| 2017 | Ed Sheeran          | Shape of You - Ed Sheeran                | [ 6 ]  |
| 2018 | Drake               | God's Plan - Drake                       | [ 7 ]  |
| 2019 | Post Malone         | Señorita - Camila Cabello & Shawn Mendes | [ 8 ]  |
| 2020 | Bad Bunny           | Blinding Lights - The Weeknd             | [ 9 ]  |
| 2021 | Bad Bunny           | Drivers License - Olivia Rodrigo         | [ 10 ] |
| 2022 | Bad Bunny           | As It Was - Harry Styles                 | [ 11 ] |
| 2023 | Taylor Swift        | Flowers - Miley Cyrus                    | [ 12 ] |
| 2024 | Taylor Swift        | Espresso - Sabrina Carpenter             | [ 13 ] |

### No Brasil
| Ano  | Artista mais ouvido    | Música mais escutada                                                                          | Ref    |
| ---- | ---------------------- | --------------------------------------------------------------------------------------------- | ------ |
| 2016 | Jorge & Mateus         | Work - Rihanna                                                                                | [ 5 ]  |
| 2017 | Matheus & Kauan        | Shape of You - Ed Sheeran                                                                     | [ 6 ]  |
| 2018 | Zé Neto & Cristiano    | Propaganda - Jorge & Mateus                                                                   | [ 7 ]  |
| 2019 | Marília Mendonça       | Lençol Dobrado - João Gustavo & Murilo e Analaga                                              | [ 9 ]  |
| 2020 | Marília Mendonça       | Liberdade Provisória - Henrique & Juliano                                                     | [ 10 ] |
| 2021 | Os Barões Da Pisadinha | Batom de Cereja - Israel & Rodolfo                                                            | [ 11 ] |
| 2022 | Marília Mendonça       | Mal Feito - Hugo & Guilherme e Marilia Mendonça                                               | [ 11 ] |
| 2023 | Ana Castela            | Nosso Quadro - Ana Castela                                                                    | [ 12 ] |
| 2024 | Henrique & Juliano     | The Box Medley Funk 2 (THE BOX, Mc Brinquedo, Mc Cebezinho, Mc Tuto, Mc Laranjinha, Dj Oreia) | [ 14 ] |

### Em Portugal
| Ano  | Artista mais ouvido | Música mais escutada                       | Ref    |
| ---- | ------------------- | ------------------------------------------ | ------ |
| 2016 | —                   | —                                          |        |
| 2017 | —                   | —                                          |        |
| 2018 | —                   | —                                          |        |
| 2019 | —                   | —                                          |        |
| 2020 | —                   | Blinding Lights - The Weeknd               | [ 15 ] |
| 2021 | Drake               | Montero (Call Me by Your Name) - Lil Nas X | [ 16 ] |
| 2022 | Ivrandro            | Lua - Ivrandro                             | [ 17 ] |
| 2023 | Taylor Swift        | Como Tu - Bárbara Bandeira e Ivandro       | [ 18 ] |
| 2024 | Taylor Swift        | Tata - Slow J                              | [ 19 ] |

#### Legenda
- — Não foram encontradas fontes para confirmar a informação